# Lista das canções mais executadas no Brasil em 2007
Esta lista contém as cem canções mais executadas nas rádios brasileiras no ano de 2007. A lista foi publicada pela empresa Crowley Broadcast Analysis, que recolheu os dados e divulgou as faixas, de repertório nacional e internacional, mais executadas nas estações de rádio de dez capitais brasileiras durante o ano de 2007, no período de 1º de janeiro até 31 de dezembro.

## Lista

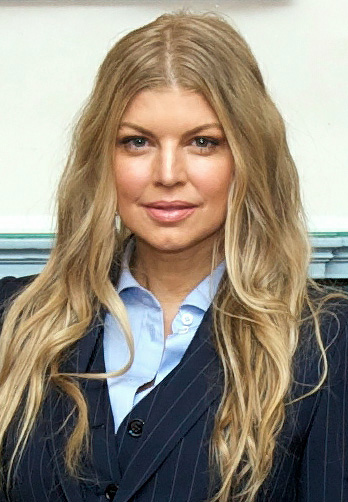
"Big Girls Don't Cry", da cantora estadunidense Fergie (na imagem), terminou como a canção mais tocada do ano nas rádios, somando um total de 21.991 execuções.

| Posição | Canção                             | Artista(s)                                                    |
| ------- | ---------------------------------- | ------------------------------------------------------------- |
| 1       | "Big Girls Don't Cry"              | Fergie                                                        |
| 2       | "Don't Matter"                     | Akon                                                          |
| 3       | "Deixo"                            | Ivete Sangalo                                                 |
| 4       | "Eu Sei"                           | Papas da Língua                                               |
| 5       | "Natiruts Reggae Power"            | Natiruts                                                      |
| 6       | "Razões e Emoções"                 | NX Zero                                                       |
| 7       | "Too Little Too Late"              | JoJo                                                          |
| 8       | "Irreplaceable"                    | Beyoncé                                                       |
| 9       | "Beautiful Liar"                   | Beyoncé & Shakira                                             |
| 10      | "Umbrella"                         | Rihanna (participação de Jay-Z)                               |
| 11      | "Boa Sorte / Good Luck"            | Vanessa da Mata (participação de Ben Harper)                  |
| 12      | "Livre pra Voar"                   | Exaltasamba                                                   |
| 13      | "Depois do Amor"                   | Perlla (participação de Belo)                                 |
| 14      | "Beautiful Girls"                  | Sean Kingston                                                 |
| 15      | "Olha Eu Aí"                       | Zezé Di Camargo & Luciano                                     |
| 16      | "Lua Cheia/Fica Doida"             | Papas da Língua                                               |
| 17      | "Intriga da Oposição"              | Belo                                                          |
| 18      | "Futuro Prometido"                 | Sorriso Maroto                                                |
| 19      | "Say It Right"                     | Nelly Furtado                                                 |
| 20      | "Sem Radar"                        | Jeito Moleque                                                 |
| 21      | "Open Your Eyes"                   | Snow Patrol                                                   |
| 22      | "Last Night"                       | Diddy (participação de Keyshia Cole)                          |
| 23      | "Na Sua Estante"                   | Pitty                                                         |
| 24      | "Tenho Medo"                       | Sorriso Maroto                                                |
| 25      | "Se Quiser"                        | Tânia Mara                                                    |
| 26      | "What Goes Around... Comes Around" | Justin Timberlake                                             |
| 27      | "Para Tu Amor"                     | Juanes                                                        |
| 28      | "Smack That"                       | Akon ft. Eminem                                               |
| 29      | "Fada"                             | Victor & Leo                                                  |
| 30      | "Buttons"                          | The Pussycat Dolls (participação de Snoop Dogg)               |
| 31      | "Pra Não Morrer de Amor"           | Bruno & Marrone                                               |
| 32      | "Não Precisa Mudar"                | Ivete Sangalo (participação de Saulo Fernandes)               |
| 33      | "Say Goodbye"                      | Chris Brown                                                   |
| 34      | "Give It to Me"                    | Timbaland (participação de Nelly Furtado e Justin Timberlake) |
| 35      | "My Love"                          | Justin Timberlake                                             |
| 36      | "Eu Nunca Disse Adeus"             | Capital Inicial                                               |
| 37      | "Marianne"                         | Bruno & Marrone                                               |
| 38      | "Girlfriend"                       | Avril Lavigne                                                 |
| 39      | "Doce Paixão"                      | Babado Novo                                                   |
| 40      | "Say OK"                           | Vanessa Hudgens                                               |
| 41      | "Amigo Apaixonado"                 | Victor & Leo                                                  |
| 42      | "Fergalicious"                     | Fergie                                                        |
| 43      | "Aqui"                             | Capital Inicial                                               |
| 44      | "É Mágica"                         | Jeito Moleque                                                 |
| 45      | "You Give Me Something"            | James Morrison                                                |
| 46      | "Because of You"                   | Ne-Yo                                                         |
| 47      | "Senhor do Tempo"                  | Charlie Brown Jr.                                             |
| 48      | "Amor Absoluto"                    | Daniel                                                        |
| 49      | "I Wanna Love You"                 | Akon (participação de Snoop Dogg)                             |
| 50      | "Febre de Amor"                    | Tânia Mara                                                    |
| 51      | "Não Posso Ter Medo de Amar"       | Bruno & Marrone                                               |
| 52      | "Be Good to Me"                    | Ashley Tisdale                                                |
| 53      | "Velocidade da Luz"                | Grupo Revelação                                               |
| 54      | "Berimbau Metalizado"              | Ivete Sangalo                                                 |
| 55      | "Espirais"                         | Marjorie Estiano                                              |
| 56      | "Idas e Voltas"                    | Leonardo                                                      |
| 57      | "A Primeira Letra"                 | Daniel                                                        |
| 58      | "Summer Love"                      | Justin Timberlake                                             |
| 59      | "Nosso Filme"                      | Inimigos da HP                                                |
| 60      | "Come Back to Me"                  | Vanessa Hudgens                                               |
| 61      | "Credencial"                       | Rick & Renner                                                 |
| 62      | "Promiscuous"                      | Nelly Furtado (participação de Timbaland)                     |
| 63      | "Tu Amor"                          | RBD                                                           |
| 64      | "Como um Anjo"                     | César Menotti & Fabiano                                       |
| 65      | "Sexy Love"                        | Ne-Yo                                                         |
| 66      | "Só de Você"                       | Guilherme & Santiago                                          |
| 67      | "Amor que Fica"                    | Zezé Di Camargo & Luciano (participação de Ivete Sangalo)     |
| 68      | "Todo Azul do Mar"                 | KLB                                                           |
| 69      | "Tchau e Bença"                    | Exaltasamba                                                   |
| 70      | "Pensando em Você"                 | Babado Novo                                                   |
| 71      | "Sorry, Blame It on Me"            | Akon                                                          |
| 72      | "Pontes Indestrutíveis"            | Charlie Brown Jr.                                             |
| 73      | "Lovely"                           | Tommy Vee vs. Andrea T. Mendoza                               |
| 74      | "One Last Cry"                     | Marina Elali                                                  |
| 75      | "A Pureza da Flor"                 | Grupo Revelação                                               |
| 76      | "Leilão"                           | César Menotti & Fabiano                                       |
| 77      | "Caso por Acaso"                   | César Menotti & Fabiano                                       |
| 78      | "Diz pro Meu Olhar"                | Zezé Di Camargo & Luciano                                     |
| 79      | "Mil Acasos"                       | Skank                                                         |
| 80      | "Quando Acaba uma Paixão"          | Daniel                                                        |
| 81      | "De Mais Ninguém"                  | Edu Ribeiro                                                   |
| 82      | "Um Sonho a Dois"                  | Roupa Nova (participação de Claudia Leitte)                   |
| 83      | "Um Anjo do Céu"                   | Maskavo                                                       |
| 84      | "Uma Festa Todo Dia"               | Leonardo                                                      |
| 85      | "When You're Gone"                 | Avril Lavigne                                                 |
| 86      | "Saber Voar"                       | Chimarruts                                                    |
| 87      | "Vem Buscar o que é Teu"           | Inimigos da HP                                                |
| 88      | "I Wish U Would"                   | Martijn Ten Velden                                            |
| 89      | "Abri os Olhos"                    | Sandy & Junior                                                |
| 90      | "Destination Calabria"             | Alex Gaudino                                                  |
| 91      | "Hips Don't Lie"                   | Shakira (participação de Wyclef Jean)                         |
| 92      | "Makes Me Wonder"                  | Maroon 5                                                      |
| 93      | "Você Me Faz Tão Bem"              | Detonautas Roque Clube                                        |
| 94      | "Ruas de Outono"                   | Ana Carolina                                                  |
| 95      | "Insolação do Coração"             | Babado Novo                                                   |
| 96      | "Call on Me"                       | Janet Jackson (participação de Nelly)                         |
| 97      | "The Way I Are"                    | Timbaland (participação de Keri Hilson e D.O.E.)              |
| 98      | "Wall to Wall"                     | Chris Brown                                                   |
| 99      | "Do It to It"                      | Cherish                                                       |
| 100     | "What I've Done"                   | Linkin Park                                                   |